# おかあさんといっしょの今月の歌
『今月の歌』（こんげつのうた）は、NHK Eテレのテレビ番組「おかあさんといっしょ」の「歌のコーナー」にて月替わりに披露される番組独自の童謡の総称である。「月の歌」「月歌」とも呼ばれる。

## 概要
1979年より始まった。しかし、1986年度以降のように規則的なものではなかった。
1986年4月から本格的にスタートした。基本的に毎月1曲、番組オリジナルの新曲が披露される。1986年4月から2025年8月現在までの間で全374曲が放送されている。
基本的に全ての曲が2分30秒以内で収まる様に構成される。これは、3歳前後の子供たちの集中力が持続するのが最大でも2分30秒位だという実験結果に基づいたものである。その為、一部の曲はフルバージョンではなく、一部歌詞が省略された形で放送されている。そうした場合でも、コンサートやCD収録時にフルバージョンが披露される事がある。ただ、『ぼよよん行進曲』のように新たにフルバージョンの演奏にアレンジされ直された上で、初放送から7年後の2013年に初披露された例や『サラダでラップ』のように番組で1度もフルバージョンが披露された事がない為、2番以降の歌詞が半ば無かったような扱いになっている楽曲もある。歌の種類は豊富で、スタジオで歌う手遊び歌スタイルのものから、音楽性の高いもの、ギャグが織り交ぜられたもの、J-POP風の曲調のものなど様々である。「だんご3兄弟」（1999年1月）や「ドンスカパンパンおうえんだん」（2009年1月）など、先行シングルやシングルカットされてオリコンチャートの上位にランキングされた曲や、「ドコノコノキノコ」のように着うたで人気になる曲もある。歴代の出演者が作った歌や著名なシンガーソングライターや歌手等が手掛けた曲が採用されることもある。特に7代目うたのおにいさんの坂田おさむは、現役時代から卒業して31年経った2024年に至るまで、多数の曲を提供している。歌唱は基本的にうたのおにいさん・おねえさんの2人が担当するが、1998年度まではおにいさん・おねえさんのどちらかのソロで歌われる楽曲が登場したこともある。また、2人で歌っている曲でも歌唱パートの比重がどちらかに集中している曲もある。
コーナー開始後は、番組での新曲はコーナーあるいは人形劇の劇中歌にて登場する事が基本となった。

### 放送形態
2025年度現在、「今月の歌」は平日は番組前半の「歌のコーナー」とは別枠で、ファンターネ!の後に、土曜日は番組前半の遊び歌の後に放送される。1週間の途中で曲の変更は行われない。ただし、2024年度後期から設けられた、曜日別コーナーを休止して過去の歌コーナーの映像と歌クリップの数を増やした編成を取る週に関しては、オープニング後の1曲目として放送される。
- 1995年度までスタジオの歌はエレクトーンで演奏されていた。その関係で1993年ごろまではスタジオでの歌の中に組み込まれた場合は、CDやビデオクリップ版の音源は使用されず、エレクトーン伴奏となっていた。1994年度の『わっ‼︎おしゃれ』と『ゴリラのおんがくかい』の放送からは収録済音源を使用しており、1996年度からはスタジオでのエレクトーン伴奏自体が廃止されている。
- 1998年度以前は概ね2 - 5曲目（歌コーナーの最後に放送する事が多いが、今月の歌の後に更に1曲から2曲放送する事もあった）放送されるケースが多く、1999年度は日によって放送順はまちまちであった。
- 2000年度 - 2004年度及び2015年度、2019年度以降は、番組冒頭の歌のコーナーから切り離され、番組後半に配置された。
- 2005年度 - 2014年度及び2016年度 - 2018年度は原則番組の「歌のコーナー」の最後の曲として配置されるが、スタジオで歌う曲の場合は1 - 2曲目に放送されることが多い。
- 2012年度までは、夏・冬・春に特集が行われる為8月、12月、3月は前の月から引き続き同じ曲が放送された[注釈 7]。2013年度からは、8月、12月、3月の歌を廃止し、7月、11月、2月の歌を単独化して放送した[注釈 8]。2023年度は2007年度以来の単独月での3月の歌、2024年度は後述の2020年度以来となる8月の歌が設けられ、3月の歌も前年度に引き続いて設けられた為、12月を除き毎月今月の歌が放送された。
- 2015年度は、他の歌を放送した後に一旦別のコーナーを放送してから生活習慣コーナーと体操の間に放送された。2015年度のみ、「今月の歌」に代えて歌のコーナーの最後の曲として「今週の歌」が設置された。
- 2020年度は、新型コロナウイルス感染拡大の影響で6月の歌が放送見合わせとなった。7月の『ガンバラッパ☆ガンバル〜ン』は6月29日放送分から月をまたいで放送。『ブー!スカ・パーティー!』は8月の歌として披露。『ネガイゴト』は2・3月の歌として放送された。

各年度の3月は前年4月 - 当年2月の歌が3月の通常放送内で放送される。うたのおにいさん・おねえさんが卒業する時には、3月の歌が登場する事があった。

### 収録形態
1995年9月の歌「いっこ にこ さんこ しっこ」までは、映像収録はアスペクト比4:3の標準画質だった。1995年10月の歌「ちいさなおふね」以降は、ほとんどの作品でハイビジョン制作が行われる。また、1993年7・8月の「ポップンポップコーン」のように、実写にアニメーションを合成するスタイルの映像では、4:3制作のものは、歌のお兄さんやお姉さん交代後も何代かは同じスタイルで収録され、サイドパネル付きで放送される場合と、初めから別の映像にする場合とがある。番組本編のハイビジョン制作開始後は、実写映像に合成するアニメーションもハイビジョン制作された場合は、後代のおにいさん・おねえさんが同じアニメーションでリメイクしている事が多い。また、2010年6月の歌「きらきらきらりん・みゅーじかる」まではテロップ類は画面比4:3の範囲を前提とした位置だったが、2010年7月の歌「そよそよの木の上で」以降は16:9の画面比率を前提とした位置に配置されている。
ビデオクリップに出演しているお兄さん、お姉さんが降板するとそのビデオクリップは放送されなくなるが、後年新しいメンバーで撮り直したものを放送することも多く、撮り直しされない場合でも、うたのおにいさん・おねえさん（どちらか一方の場合、双方ともの場合問わず）が続投している場合はスタジオ曲として歌ったり、ファミリーコンサートなどで披露することも多い。なおアニメーションのみで誰も出演していない場合は撮り直されず新しいお兄さん、お姉さんでカバーすることも多い。特におにいさん・おねえさんの出演最終年度に登場する楽曲は、後任のおにいさん・おねえさんにおいてもほとんど同一のスタイルで撮影される場合がある。

### 歌詞テロップ
登場する曲は基本的に新曲のため、歌詞テロップが挿入される。1992年度までは見やすさを考慮してか、文字サイズが大きめに表示されるケースが多く、ハイビジョン収録開始前の1995年度前期分までは、テロメイヤーを使わない旧式の写真植字によるテロップ挿入も使用されていた為に、一部歌詞が傾いて表示される事もあった。幼児が習わない漢字やアルファベットが含まれることもある。2023年度までは出演者が現役のうちは、テロップは基本的に表示されていたが、2024年度からは今月の歌としての放送が終わった曲に関しては原則として歌詞テロップ無しの放送に切り替えられている。スタジオで歌う曲の場合は、出演者が交代した後でも表示されることがあった。VHSでは歌詞テロップのない映像が収録され、DVD･Blu-rayでは字幕機能を用いて表示される。
通常放送と別枠で放送される『うたのリクエストスペシャル』や2024年度の『やぎさんゆうびん・リクエスト』内の65周年企画では、現役メンバー・歴代メンバー問わず原則として歌詞テロップ無しで放送されるが、クリップ単体の映像ではなく今月の歌としてのテレビ放送当時の映像（放送用VTRまたは家庭用ビデオによるエアチェック録画）のみが現存する曲に関しては、当時のまま歌詞テロップが挿入された状態で放送されている。

### CD・DVD
テレビ放送された「今月の歌」は原則、最新ベスト（CD）・最新ソングブック（DVD）に収録される。CDの場合は10月発売のため、うたのおにいさん・おねえさんが発売時点において1年目であった場合、その年度の4月 - 10月の歌が収録され、2年目以降はこれに加え前年度11月 - 3月の歌も収録される。DVDは年度を問わず4月発売のため、発売前の年度の4月 - 3月までの歌全曲が収録される。また、うたのおにいさん・おねえさんの最終年度では11月 - 3月の今月の歌が最新ベスト未収録となるが、速水けんたろう・茂森あゆみ時代は番組40周年を記念してリリースされた「NHKおかあさんといっしょ いっしょにうたおう大全集40+カラオケ10」に収録され、杉田あきひろ・つのだりょうこ以降のおにいさん・おねえさんは卒業記念のメモリアルアルバム（名称は都度異なる）が発売されており、そちらに未収録曲が収められている。また、現行の販売スタイルが確立する前に当たる坂田おさむ・神崎ゆう子時代は、現在の最新ベストに当たる「NHKおかあさんといっしょ 最新ベストヒット30」（ポニーキャニオン 1992年11月20日リリース、2022年現在絶版）に発売当時放送前の1992年12月の歌「サンシャインクリスマス」まで収録されたが、1993年に入ってから放送された「さるさるさ」と「星ひとつ」は坂田・神崎版の音源がリリースされず、速水・茂森に交代後に販売された「NHKおかあさんといっしょ 最新ベストヒット16」（ポニーキャニオン 1993年10月21日リリース、2019年現在絶版）に速水・茂森歌唱版が収録されていた。坂田・神崎版の音源は卒業から6年後の1999年に、番組40周年記念に日本コロムビアから発売された10枚入りCDボックス「NHKおかあさんといっしょ 40年の300曲」で初めて市販音源化されている。

## 楽曲リスト
この節においては、本格的に開始した1986年度以降のものをリスト化する。備考・脚注列の★印は先行放送の曲、☆印はスタジオで歌われる曲、♪印は「今週の歌」としても放送された曲を示す（今週の歌として放送されたときはすべて歌手は横山だいすけ、三谷たくみ）。

### 坂田おさむ・森みゆき時代
（1986年度・全10曲）
| 年月         | タイトル               | うた                              | 作詞         | 作曲       | 編曲・アニメーションなどの人物                | 備考・脚注  |
| ------------ | ---------------------- | --------------------------------- | ------------ | ---------- | --------------------------------------------- | ----------- |
| 1986年4月    | 木がいっぽん           | 坂田おさむ 森みゆき               | 小野ルミ     | 福田和禾子 |                                               | ☆           |
| 1986年5月    | ドラネコロックンロール | 坂田おさむ 森みゆき               | 関和男       | 向谷実     |                                               | ★           |
| 1986年6月    | こんなこいるかな       | 坂田おさむ 森みゆき               | 日暮真三     | 渋谷毅     | アニメーション：月岡貞夫 キャラクター：有賀忍 | [ 注釈 22 ] |
| 1986年7・8月 | はんそでくん           | 坂田おさむ 森みゆき               | 小倉恵       | 越部信義   | アニメーション：井上直幸                      | [ 注釈 23 ] |
| 1986年9月    | ぼくはあくびマン       | 坂田おさむ 森みゆき               | 冬杜花代子   | 林アキラ   |                                               | ☆           |
| 1986年10月   | おちばのおまつり       | 坂田おさむ 森みゆき               | クニ河内     | クニ河内   |                                               |             |
| 1986年11月   | えんとつをつくろう     | 坂田おさむ 森みゆき               | 北吉洋一     | 野呂一生   |                                               | [ 注釈 25 ] |
| 1986年12月   | 白いいき               | 坂田おさむ 森みゆき               | ふるさわけん | 中村弘明   |                                               |             |
| 1987年1月    | びっくりマーク         | 坂田おさむ 森みゆき               | 長谷川勝士   | 乾裕樹     |                                               |             |
| 1987年2・3月 | おえかきラブレター     | 森みゆき（1番） 坂田おさむ（2番） | 千家和也     | 伊藤薫     |                                               | [ 注釈 27 ] |

### 坂田おさむ・神崎ゆう子時代
（1987年度 - 1992年度・全61曲）
| 年月         | タイトル                       | うた                                     | 作詞       | 作曲         | 編曲・アニメーションなどの人物              | 備考・脚注  |
| ------------ | ------------------------------ | ---------------------------------------- | ---------- | ------------ | ------------------------------------------- | ----------- |
| 1987年4月    | こねこのパンやさん             | 坂田おさむ 神崎ゆう子                    | 冬杜花代子 | 林アキラ     |                                             | ☆           |
| 1987年5月    | こまってしまうま               | 坂田おさむ 神崎ゆう子                    | 村田さち子 | 深町純       |                                             |             |
| 1987年6月    | かにのおじさん                 | 坂田おさむ 神崎ゆう子                    | 関和男     | 渋谷毅       |                                             | ☆           |
| 1987年7・8月 | ぞうさんのぼうし               | 坂田おさむ 神崎ゆう子                    | 遠藤幸三   | 中村弘明     |                                             | [ 注釈 28 ] |
| 1987年9月    | だあれもいない海で             | 神崎ゆう子（1番・3番） 坂田おさむ（2番） | 小野ルミ   | 福田和禾子   |                                             | [ 注釈 29 ] |
| 1987年10月   | わっしょい                     | 坂田おさむ                               | 坂田修     | 坂田修       | 編曲：中村弘明                              | ★☆          |
| 1987年11月   | げんきひゃっぱい               | 坂田おさむ 神崎ゆう子                    | 長谷川勝士 | 向谷実       |                                             | [ 注釈 28 ] |
| 1987年12月   | 12か月のかぞえうた             | 坂田おさむ 神崎ゆう子                    | 冬杜花代子 | 花岡優平     |                                             |             |
| 1988年1月    | とうめいにんげんなんだけど     | 坂田おさむ 神崎ゆう子                    | 五味太郎   | 乾裕樹       |                                             |             |
| 1988年2・3月 | ゆき ふるるん                  | 坂田おさむ 神崎ゆう子                    | 小野ルミ   | 福田和禾子   |                                             | ★           |
| 1988年4月    | あっちこっちたまご             | 坂田おさむ 神崎ゆう子                    | 日暮真三   | 渋谷毅       |                                             |             |
| 1988年5月    | シンデレラのスープ             | 坂田おさむ 神崎ゆう子                    | 小黒恵子   | 中村勝彦     |                                             |             |
| 1988年6月    | バウワウワン                   | 坂田おさむ 神崎ゆう子                    | 村田さち子 | 平尾昌晃     |                                             |             |
| 1988年7・8月 | たぬきのレストラン             | 坂田おさむ 神崎ゆう子                    | 名村宏     | 福田和禾子   |                                             |             |
| 1988年9月    | はしれはしれ                   | 坂田おさむ 神崎ゆう子                    | 浜口庫之助 | 浜口庫之助   | イラスト：大竹和可奈                        |             |
| 1988年10月   | そーっと・そっと               | 坂田おさむ 神崎ゆう子                    | 遠藤幸三   | YOSHINOBU    |                                             |             |
| 1988年11月   | まゆげのうた                   | 坂田おさむ 神崎ゆう子                    | 高田ひろお | たきのえいじ |                                             | ☆           |
| 1988年12月   | おきゃくさまはサンタクロース   | 坂田おさむ 神崎ゆう子                    | 冬杜花代子 | 花岡優平     |                                             |             |
| 1989年1月    | なんだかわかだんな             | 坂田おさむ                               | 北吉洋一   | 堀井勝美     |                                             |             |
| 1989年2・3月 | もしも季節がいちどにきたら     | 坂田おさむ 神崎ゆう子                    | 冬杜花代子 | 花岡優平     |                                             | [ 注釈 28 ] |
| 1989年4月    | ひるさがり                     | 坂田おさむ 神崎ゆう子                    | 五味太郎   | 乾裕樹       |                                             |             |
| 1989年5月    | はるなつあきふゆあいうえお     | 神崎ゆう子（1番） 坂田おさむ（2番）      | 小椋佳     | 小椋佳       | 編曲：乾裕樹                                |             |
| 1989年6月    | あおいにじ                     | 神崎ゆう子                               | 五輪真弓   | 五輪真弓     | 編曲：乾裕樹                                | [ 注釈 30 ] |
| 1989年7・8月 | あっちっちのフライパン         | 坂田おさむ 神崎ゆう子                    | 高野祐     | 尾関祐司     |                                             |             |
| 1989年9月    | たぬきが…                      | 坂田おさむ 神崎ゆう子                    | 村田さち子 | 福田和禾子   |                                             |             |
| 1989年10月   | あつまれ！ファンファンファン   | 坂田おさむ 神崎ゆう子                    | 井出隆夫   | 越部信義     |                                             | [ 注釈 31 ] |
| 1989年11月   | ねこなでちゃった               | 坂田おさむ 神崎ゆう子                    | なわまこと | なわまこと   |                                             |             |
| 1989年12月   | みんなでクリスマス             | 坂田おさむ 神崎ゆう子                    | 坂田修     | 坂田修       | 編曲：中村弘明                              |             |
| 1990年1月    | おなべかこんで                 | 坂田おさむ 神崎ゆう子                    | 佐藤雅子   | 石川大明     |                                             |             |
| 1990年2・3月 | 森のファミリーレストラン       | 坂田おさむ 神崎ゆう子                    | 冬杜花代子 | 花岡優平     |                                             |             |
| 1990年4月    | ゴミゴミオバケ                 | 坂田おさむ 神崎ゆう子                    | 小黒恵子   | 花岡優平     |                                             |             |
| 1990年5月    | パンダうさぎコアラ             | 坂田おさむ 神崎ゆう子                    | 高田ひろお | 乾裕樹       |                                             | ★☆          |
| 1990年6月    | ひらひらひら                   | 坂田おさむ 神崎ゆう子                    | 村田さち子 | 乾裕樹       |                                             | ★☆          |
| 1990年7・8月 | ぼくのシャンプー               | 坂田おさむ 神崎ゆう子                    | 遠藤幸三   | 中村弘明     | アニメーション：ほんだゆきお                | ★           |
| 1990年9月    | ほしぞらカーニバル             | 坂田おさむ 神崎ゆう子                    | 冬杜花代子 | 林アキラ     | 編曲：悠木昭宏                              | [ 注釈 36 ] |
| 1990年10月   | にじのいろとおほしさま         | 坂田おさむ 神崎ゆう子                    | 遠藤幸三   | 神保彰       | アニメーション：大井文雄                    | [ 注釈 37 ] |
| 1990年11月   | スキスキおとうさん             | 坂田おさむ 神崎ゆう子                    | 日暮真三   | 新井英一     | 編曲：渋谷毅                                |             |
| 1990年12月   | ミルクはげんき・タマゴもげんき | 坂田おさむ 神崎ゆう子                    | 新井紀子   | 悠木昭宏     |                                             |             |
| 1991年1月    | レンコンさんがかぜひいた       | 坂田おさむ 神崎ゆう子                    | 竹沢小静   | 福田和禾子   |                                             |             |
| 1991年2・3月 | 手あそびかいかいかい           | 坂田おさむ 神崎ゆう子                    | 黒崎はるひ | 福田和禾子   |                                             |             |
| 1991年4月    | ふたりはなかよし               | 坂田おさむ 神崎ゆう子                    | 日暮真三   | 渋谷毅       | アニメーション：プッペ                      | [ 注釈 38 ] |
| 1991年5月    | おおきなわがあれば             | 坂田おさむ 神崎ゆう子                    | 冬杜花代子 | 林アキラ     |                                             | [ 注釈 39 ] |
| 1991年6月    | ふたりでひとつ                 | 坂田おさむ 神崎ゆう子                    | 日暮真三   | 渋谷毅       | アニメーション：プッペ                      | [ 注釈 40 ] |
| 1991年7・8月 | モウモウフラダンス             | 坂田おさむ 神崎ゆう子                    | 冬杜花代子 | 林アキラ     | 編曲：悠木昭宏                              | [ 注釈 41 ] |
| 1991年9月    | かあさんカラス                 | 坂田おさむ 神崎ゆう子                    | 坂田修     | 坂田修       | 編曲：クニ河内                              |             |
| 1991年10月   | グーのえかきうた               | 坂田おさむ                               | 日暮真三   | 渋谷毅       |                                             | [ 注釈 42 ] |
| 1991年10月   | スーのえかきうた               | 神崎ゆう子                               | 日暮真三   | 渋谷毅       |                                             | [ 注釈 42 ] |
| 1991年11月   | おしゃれなやさい               | 坂田おさむ 神崎ゆう子                    | 村田さち子 | 福田和禾子   |                                             |             |
| 1991年12月   | ふたりのクリスマス             | 坂田おさむ 神崎ゆう子                    | 日暮真三   | 渋谷毅       |                                             | [ 注釈 43 ] |
| 1992年1月    | にゃあんたいそう               | 坂田おさむ 神崎ゆう子                    | 小黒恵子   | 中村勝彦     |                                             |             |
| 1992年2・3月 | つくしのムック                 | 坂田おさむ 神崎ゆう子                    | 井出隆夫   | 福田和禾子   |                                             |             |
| 1992年4月    | グーとスーのマーチ             | 坂田おさむ 神崎ゆう子                    | 日暮真三   | 渋谷毅       | アニメーション：プッペ                      | [ 注釈 44 ] |
| 1992年5月    | こどもがいっぱいわらってる     | 坂田おさむ 神崎ゆう子                    | 村下孝蔵   | 村下孝蔵     | 編曲：小野崎孝輔                            | ☆           |
| 1992年6月    | どんな色がすき                 | 坂田おさむ 神崎ゆう子                    | 坂田修     | 坂田修       | 編曲：乾裕樹                                | ☆           |
| 1992年7・8月 | ブレーメンのおんがくたい       | 坂田おさむ 神崎ゆう子                    | 冬杜花代子 | 林アキラ     | 編曲：井川雅幸                              |             |
| 1992年9月    | つめ・かみ・みみ太郎           | 坂田おさむ                               | 坂田修     | 坂田修       | 編曲：安齋直宗 アニメーション：ほんだゆきお |             |
| 1992年10月   | まるかいた                     | 坂田おさむ 神崎ゆう子                    | 竹沢小静   | 越部信義     |                                             |             |
| 1992年11月   | ここが世界のまんなかだ         | 坂田おさむ 神崎ゆう子                    | 井出隆夫   | 福田和禾子   |                                             |             |
| 1992年12月   | サンシャインクリスマス         | 坂田おさむ 神崎ゆう子                    | 冬杜花代子 | 芹澤廣明     | 編曲：岩本正樹                              | [ 注釈 45 ] |
| 1993年1月    | さるさるさ                     | 坂田おさむ 神崎ゆう子                    | 織田ゆり子 | 堀井勝美     |                                             |             |
| 1993年2・3月 | 星ひとつ                       | 坂田おさむ 神崎ゆう子                    | 神崎ゆう子 | 坂田修       | 編曲：悠木昭宏 イラスト：菊田まりこ         | [ 注釈 46 ] |

### 速水けんたろう・茂森あゆみ時代
（1993年度 - 1998年度・全60曲）
| 年月           | タイトル                           | うた                                    | 作詞              | 作曲              | 編曲・アニメーションなどの人物                                               | 備考・脚注  |
| -------------- | ---------------------------------- | --------------------------------------- | ----------------- | ----------------- | ---------------------------------------------------------------------------- | ----------- |
| 1993年4月      | たんぽぽちゃんとつくしくん         | 茂森あゆみ（1番） 速水けんたろう（2番） | 俵万智            | 福田和禾子        | イラスト：渡辺宏                                                             | [ 注釈 47 ] |
| 1993年5月      | ぼくらのロコモーション             | 速水けんたろう 茂森あゆみ               | 坂田修            | 坂田修            | 編曲：池毅                                                                   | [ 注釈 48 ] |
| 1993年6月      | こっちとそっち                     | 速水けんたろう 茂森あゆみ               | 織田ゆり子        | 堀井勝美          | アニメーション：ほんだゆきお                                                 |             |
| 1993年7・8月   | ポップンポップコーン               | 速水けんたろう 茂森あゆみ               | 冬杜花代子        | 池毅              |                                                                              | [ 注釈 49 ] |
| 1993年9月      | ごめんな・サイです。               | 速水けんたろう 茂森あゆみ               | 工藤浩一郎        | 石川大明          |                                                                              | [ 注釈 50 ] |
| 1993年10月     | 元気のキホン                       | 速水けんたろう 茂森あゆみ               | 坂田修            | 坂田修            | 編曲：堀井勝美                                                               |             |
| 1993年11月     | ちょっとまってふゆ!                | 速水けんたろう 茂森あゆみ               | 村田さち子        | 渋谷毅            |                                                                              |             |
| 1993年12月     | かぜのフラメンコ                   | 速水けんたろう 茂森あゆみ               | 北吉洋一          | 堀井勝美          |                                                                              |             |
| 1994年1月      | パパはいつもおきている             | 速水けんたろう 茂森あゆみ               | 村下孝蔵          | 村下孝蔵          | 編曲：乾裕樹                                                                 |             |
| 1994年2・3月   | オーストラリアのどうぶつファミリー | 速水けんたろう 茂森あゆみ               | 井出隆夫          | 越部信義          |                                                                              | ★           |
| 1994年4月      | アップルパイひとつ                 | 速水けんたろう 茂森あゆみ               | みやざきみえこ    | 黒田亜樹          |                                                                              |             |
| 1994年5月      | ふしぎなあのこはすてきなこのこ     | 速水けんたろう 茂森あゆみ               | 日暮真三          | 渋谷毅            | アニメーション：西内としお                                                   | [ 注釈 52 ] |
| 1994年6月      | 銀ちゃんのラブレター               | 速水けんたろう 茂森あゆみ               | 俵万智            | 福田和禾子        |                                                                              |             |
| 1994年7・8月   | わっ!!おしゃれ                     | 速水けんたろう 茂森あゆみ               | 阿部直美          | 淡海悟郎          | 振付：阿部直美                                                               | ☆           |
| 1994年9月      | どんまい                           | 速水けんたろう 茂森あゆみ               | みやざきみえこ    | 黒田亜樹          | アニメーション：西内としお                                                   |             |
| 1994年10月     | あきがあっきた                     | 速水けんたろう 茂森あゆみ               | 村田さち子        | 渋谷毅            | アニメーション：鈴木康彦                                                     |             |
| 1994年11月     | りんごみかんバナナ                 | 速水けんたろう 茂森あゆみ               | 長谷川勝士        | 乾裕樹            |                                                                              |             |
| 1994年12月     | ゴリラのおんがくかい               | 速水けんたろう 茂森あゆみ               | 阿部直美          | 淡海悟郎          |                                                                              | ☆           |
| 1995年1月      | ふゆっていいな                     | 速水けんたろう 茂森あゆみ               | 日暮真三          | 渋谷毅            | アニメーション：南家こうじ                                                   | [ 注釈 54 ] |
| 1995年2・3月   | 虫歯建設株式会社                   | 速水けんたろう 茂森あゆみ               | 田中みほ          | 小杉保夫          | イラストレーション：たかはしてつこ アニメーション：スリー・ディ              | [ 注釈 55 ] |
| 1995年4月      | はるかぜかくれんぼ                 | 速水けんたろう 茂森あゆみ               | 鈴木みゆき        | 福田和禾子        |                                                                              | [ 注釈 56 ] |
| 1995年5月      | あらってわらって                   | 速水けんたろう 茂森あゆみ               | 日暮真三          | 菊池ひみこ        | アニメーション：そうせいじろう                                               |             |
| 1995年6月      | だから・ねっ!!                     | 速水けんたろう 茂森あゆみ               | こいけはつみ      | 石川大明          | アニメーション：MASAKI                                                       |             |
| 1995年7・8月   | ぞうさんいるだけで                 | 速水けんたろう 茂森あゆみ               | 冬杜花代子        | 林アキラ          |                                                                              | ☆           |
| 1995年9月      | いっこ にこ さんこ しっこ          | 速水けんたろう（1番） 茂森あゆみ（2番） | 弥勒              | 長谷部徹          | アニメーション：ほんだゆきお                                                 |             |
| 1995年10月     | ちいさなおふね                     | 速水けんたろう 茂森あゆみ               | 村田さち子        | 福田和禾子        | アニメーション：南家こうじ                                                   | [ 注釈 58 ] |
| 1995年11・12月 | サラダでラップ                     | 速水けんたろう 茂森あゆみ               | 北吉洋一          | 堀井勝美          | アニメーション：MASAKI                                                       | [ 注釈 59 ] |
| 1996年1月      | 冬の音                             | 速水けんたろう 茂森あゆみ               | 井出隆夫          | 越部信義          |                                                                              |             |
| 1996年2・3月   | おひるねしましょう                 | 速水けんたろう 茂森あゆみ               | 谷山浩子          | 谷山浩子          | 編曲：石井AQ イラスト：加藤芳美                                              | ☆           |
| 1996年4月      | にじのむこうに                     | 速水けんたろう 茂森あゆみ               | 坂田修            | 坂田修            | 編曲：池毅                                                                   | [ 注釈 62 ] |
| 1996年5月      | てをたたこ                         | 速水けんたろう 茂森あゆみ               | 下山啓            | 乾裕樹            |                                                                              | ★☆          |
| 1996年6月      | おニューのゴムなが                 | 速水けんたろう 茂森あゆみ               | 冬杜花代子        | 林アキラ          |                                                                              |             |
| 1996年7・8月   | みつあみゆみちゃん                 | 速水けんたろう 茂森あゆみ               | 有森聡美          | 芹澤廣明          | 編曲：石井AQ アニメーション：田中ケイコ                                      |             |
| 1996年9月      | ムギューだいすき                   | 速水けんたろう 茂森あゆみ               | 田所陽子          | 田山雅充          | 編曲：福田和禾子                                                             | ☆           |
| 1996年10月     | こまったくんとこまったちゃん       | 速水けんたろう 茂森あゆみ               | 日暮真三          | 福田和禾子        | アニメーション：野中和美                                                     |             |
| 1996年11・12月 | に・て・る                         | 速水けんたろう 茂森あゆみ               | 桑原永江          | 渋谷毅            |                                                                              |             |
| 1997年1月      | おにぎりの心                       | 速水けんたろう 茂森あゆみ               | 下山啓            | 越部信義          |                                                                              | ★           |
| 1997年2・3月   | ゆめ ゆき あめ                     | 速水けんたろう 茂森あゆみ               | 冬杜花代子        | 林アキラ          | アニメーション：毛利厚                                                       |             |
| 1997年4月      | トッチキくんが行く                 | 速水けんたろう 茂森あゆみ               | 田所陽子          | 田山雅充          | 編曲：石井AQ                                                                 | ☆           |
| 1997年5月      | いちごはいちご                     | 速水けんたろう 茂森あゆみ               | 小滝清美          | 藤田大士          | アニメーション：鈴木康彦                                                     |             |
| 1997年6月      | 公園にいきましょう                 | 速水けんたろう 茂森あゆみ               | 坂田修            | 坂田修            | 編曲：池毅                                                                   | ☆           |
| 1997年7・8月   | スプーンひめはきょうもスプーン     | 速水けんたろう 茂森あゆみ               | 冬杜花代子        | 菊池ひみこ        | アニメーション：福島治                                                       | [ 注釈 65 ] |
| 1997年9月      | おおきいて ちいさいて              | 速水けんたろう 茂森あゆみ               | 日暮真三          | 渋谷毅            |                                                                              | ☆           |
| 1997年10月     | ゆめをひとさじ                     | 速水けんたろう 茂森あゆみ               | 冬杜花代子        | 菊池ひみこ        |                                                                              | [ 注釈 66 ] |
| 1997年11月     | ないてたらね                       | 茂森あゆみ                              | 日暮真三          | SHIKAMON          | アニメーション：西内としお                                                   | [ 注釈 67 ] |
| 1997年12月     | どっこいしょ                       | 速水けんたろう 茂森あゆみ               | 日暮真三          | 坂田修            |                                                                              | ☆           |
| 1998年1月      | イカイカイルカ                     | 速水けんたろう 茂森あゆみ               | 下山啓            | 福田和禾子        |                                                                              | ★           |
| 1998年2月      | ねこのひげ                         | 速水けんたろう 茂森あゆみ               | はしもとかん      | 越部信義          | アニメーション：堀口忠彦                                                     |             |
| 1998年3月      | マカポカヒラリン                   | 速水けんたろう 茂森あゆみ               | 日暮真三          | 坂田修            |                                                                              | [ 注釈 69 ] |
| 1998年4月      | せんたくものだゆう                 | 速水けんたろう 茂森あゆみ               | 日暮真三          | SHIKAMON          | アニメーション：野中和実                                                     |             |
| 1998年5月      | くものしま                         | 速水けんたろう 茂森あゆみ               | 村田さち子        | 風琳              | 編曲：立川智也                                                               |             |
| 1998年6月      | ぴしゃん                           | 速水けんたろう 茂森あゆみ               | 日暮真三          | SHIKAMON          |                                                                              | ☆           |
| 1998年7・8月   | ひまわりとわたあめ                 | 速水けんたろう 茂森あゆみ               | もりちよこ        | 乾裕樹            | 絵：松島ひろし                                                               |             |
| 1998年9月      | 雲の手紙                           | 速水けんたろう 茂森あゆみ               | 工藤直子          | 斎藤ネコ          | 絵：小林ひろこ                                                               |             |
| 1998年10月     | あいうえおはよう                   | 速水けんたろう 茂森あゆみ               | 葉山まり          | 桑原研郎          | アニメーション：西内としお                                                   | [ 注釈 70 ] |
| 1998年11月     | 夢のなか                           | 速水けんたろう 茂森あゆみ               | 日暮真三          | 渋谷毅            |                                                                              | ★           |
| 1998年12月     | あのねママ                         | 茂森あゆみ 菊池海太郎                   | 田中大輔 井出隆夫 | 福田和禾子        | 絵：小山素子 写真：松永恭昌                                                  | ★           |
| 1999年1月      | だんご3兄弟                        | 速水けんたろう 茂森あゆみ               | 佐藤雅彦 内野真澄 | 堀江由朗 内野真澄 | アニメーション：秋穂範子 絵：内野真澄 コーラス：ひまわりキッズ・だんご合唱団 | ♪           |
| 1999年2月      | あつまれ!笑顔                      | 速水けんたろう 茂森あゆみ               | 速水けんたろう    | 速水けんたろう    | 編曲：池毅                                                                   |             |
| 1999年3月      | あしたははれる                     | 速水けんたろう 茂森あゆみ               | 坂田修            | 坂田修            | 編曲：池毅                                                                   | [ 注釈 74 ] |

### 杉田あきひろ・つのだりょうこ時代
（1999年度 - 2002年度・全38曲）
| 年月           | タイトル                         | うた                        | 作詞                  | 作曲           | 編曲・アニメーションなどの人物                                         | 備考・脚注  |
| -------------- | -------------------------------- | --------------------------- | --------------------- | -------------- | ---------------------------------------------------------------------- | ----------- |
| 1999年4月      | はるかぜ電話                     | 杉田あきひろ つのだりょうこ | 俵万智                | 福田和禾子     | 絵：小林ひろこ                                                         |             |
| 1999年5月      | もぐらトンネル                   | 杉田あきひろ つのだりょうこ | 桑原永江              | 濱田理恵       | 人形製作：スタジオ・ノーヴァ                                           | ☆           |
| 1999年6月      | 風に吹かれてきたあの子           | 杉田あきひろ つのだりょうこ | 鈴木竹志              | 堀井勝美       | 絵：なまずえこうじ アニメーション：クリチャーズ                        | [ 注釈 75 ] |
| 1999年7・8月   | 迷子のゆうれいホー               | 杉田あきひろ つのだりょうこ | 永田悦雄              | 越部信義       |                                                                        |             |
| 1999年9月      | しっぱいのせいこう               | 杉田あきひろ つのだりょうこ | 里乃塚玲央            | 小杉保夫       | キャラクター原案：武田美穂 アニメーション：野中和実                    | [ 注釈 76 ] |
| 1999年10月     | シアワセ                         | 杉田あきひろ つのだりょうこ | 坂田修                | 坂田修         | 編曲：池毅                                                             |             |
| 1999年11月     | かっぱなにさま?かっぱさま!       | 杉田あきひろ つのだりょうこ | もりちよこ            | 坂出雅海       | 美術製作：藤門喜三郎 （スタジオ・ノーヴァ）                            |             |
| 1999年12月     | ふゆのプレゼント                 | 杉田あきひろ つのだりょうこ | 木本慶子              | 池毅           | 人形製作：スタジオ・ノーヴァ                                           | [ 注釈 77 ] |
| 2000年1月      | みらいくんとゆめみちゃん         | 杉田あきひろ つのだりょうこ | 井出隆夫              | 福田和禾子     |                                                                        | [ 注釈 78 ] |
| 2000年2・3月   | チキンダンス                     | 杉田あきひろ つのだりょうこ | さいとういんこ        | 悠木昭宏       | 人形製作：スタジオ・ノーヴァ                                           | ☆           |
| 2000年4月      | 唄おうよ!                        | 杉田あきひろ つのだりょうこ | 須藤隆                | 須藤隆         | 美術：松島ひろし 製作：木ぐつの木                                      |             |
| 2000年5月      | 歌うクジラ                       | 杉田あきひろ つのだりょうこ | 斎藤久美子            | 堀井勝美       | 絵：神岡学                                                             |             |
| 2000年6月      | あめふりりんちゃん               | 杉田あきひろ つのだりょうこ | おーなり由子          | 栗原正己       | 編曲：栗コーダーカルテット 絵：おーなり由子 アニメーション：堀口忠彦   |             |
| 2000年7・8月   | たこやきなんぼマンボ             | 杉田あきひろ つのだりょうこ | もりちよこ            | パラダイス山元 | 編曲：清水信之 イラストレーション：パラダイス山元 アニメーション：AC部 |             |
| 2000年9月      | まるまってる・のびている         | 杉田あきひろ つのだりょうこ | さいとういんこ        | 悠木昭宏       | 編曲：丹羽あさ子 アニメーション：田村香織                              |             |
| 2000年10月     | 夢のパレード                     | 杉田あきひろ つのだりょうこ | 坂田修                | 坂田修         | 編曲：堀井勝美                                                         |             |
| 2000年11・12月 | まねきネコネコ                   | 杉田あきひろ つのだりょうこ | 並河祥太              | 高原兄         | 編曲：岩室晶子 人形製作：たかいよしかず （京田クリエーション）         | ☆           |
| 2001年1月      | ともだちはアンモナイト           | 杉田あきひろ つのだりょうこ | 日暮真三              | 斎藤ネコ       | アニメーション製作：スリー・ディ 絵：藤門喜三郎                        |             |
| 2001年2・3月   | ハオハオ                         | 杉田あきひろ つのだりょうこ | おーなり由子          | 知久寿焼       | 編曲：たま 絵：おーなり由子 アニメーション：堀口忠彦                   |             |
| 2001年4月      | あ・い・う・え・おにぎり         | 杉田あきひろ つのだりょうこ | しゅうさえこ          | しゅうさえこ   | 編曲：福田和禾子                                                       | ☆           |
| 2001年5月      | あるこう                         | 杉田あきひろ つのだりょうこ | 小笠原英樹            | 乾裕樹         | 絵：はらこうへい                                                       | ☆           |
| 2001年6月      | バンジョーのジョー               | 杉田あきひろ つのだりょうこ | 丸山もも子 鍬本良太郎 | 福井洋介       | 絵：鍬本良太郎、丸山もも子 アニメーション：秋穂範子                    |             |
| 2001年7・8月   | クシカツはいっぽん               | 杉田あきひろ つのだりょうこ | 里乃塚玲央            | 小杉保夫       |                                                                        |             |
| 2001年9月      | スッカラスカンク                 | 杉田あきひろ つのだりょうこ | 石川ハルミツ          | 石川ハルミツ   | 絵：松島ひろし 人形：木ぐつの木                                        |             |
| 2001年10月     | あさごはんマーチ                 | 杉田あきひろ つのだりょうこ | 北吉洋一              | 宮川彬良       | アニメーション・絵：山村浩二                                           |             |
| 2001年11月     | ビックリ・タマゲタ               | 杉田あきひろ つのだりょうこ | たかいよしかず        | 坂出雅海       | キャラクターデザイン：たかいよしかず                                   |             |
| 2001年12月     | 冬のないない気のいい王さまのお話 | 杉田あきひろ つのだりょうこ | もりちよこ            | 福田和禾子     | 絵：相野谷由紀                                                         | [ 注釈 80 ] |
| 2002年1月      | あかりを灯そう                   | 杉田あきひろ つのだりょうこ | 村雲一元              | 若草恵         | 編曲：若草恵                                                           |             |
| 2002年2・3月   | クレヨンロケット                 | 杉田あきひろ つのだりょうこ | 水戸華之介            | 中谷信行       | CGアニメーション：中村仁吾                                             | ♪           |
| 2002年4月      | たまごまごまご                   | 杉田あきひろ つのだりょうこ | すずきかなこ          | 赤坂東児       |                                                                        | ☆           |
| 2002年5月      | ちょーちっちゃい話               | 杉田あきひろ つのだりょうこ | 三浦徳子              | 濱田理恵       | アニメーション：石田卓也                                               |             |
| 2002年6月      | おてんきじどうはんばいき         | 杉田あきひろ つのだりょうこ | 桑原永江              | 福田和禾子     | アニメーション：西内としお                                             |             |
| 2002年7・8月   | おまかせ元気マン                 | 杉田あきひろ つのだりょうこ | 国本武春              | 国本武春       | 編曲：中村信吾                                                         |             |
| 2002年9月      | にじ・そら・ほし・せかい         | 杉田あきひろ つのだりょうこ | 小峰公子              | 吉良知彦       | 絵・アニメーション：大津憲子                                           |             |
| 2002年10月     | ジャバ・ジャバ・ビバ・ドゥー     | 杉田あきひろ つのだりょうこ | 並川祥太              | 服部隆之       |                                                                        | [ 注釈 83 ] |
| 2002年11・12月 | たからもの、なあに               | 杉田あきひろ つのだりょうこ | 東多江子              | 池毅           | アニメーション：きらけいぞう、井上美弦 コーラス：ひまわりキッズ        |             |
| 2003年1月      | ほめられて、メラメラめっ!        | 杉田あきひろ つのだりょうこ | 里乃塚玲央            | 小杉保夫       |                                                                        |             |
| 2003年2・3月   | わたぼうし                       | 杉田あきひろ つのだりょうこ | 水戸華之介            | 中谷信行       |                                                                        | [ 注釈 84 ] |

### 今井ゆうぞう・はいだしょうこ時代
（2003年度 - 2007年度・全46曲）
| 年月           | タイトル                     | うた                        | 作詞                  | 作曲         | 編曲・アニメーションなどの人物                                           | 備考・脚注  |
| -------------- | ---------------------------- | --------------------------- | --------------------- | ------------ | ------------------------------------------------------------------------ | ----------- |
| 2003年4月      | このゆびとまれ               | 今井ゆうぞう はいだしょうこ | 日暮真三              | 赤坂東児     |                                                                          |             |
| 2003年5月      | タンポポ団にはいろう!!       | 今井ゆうぞう はいだしょうこ | 坂田修                | 坂田修       | 編曲：池毅、コーラス：ひまわりキッズ                                     | [ 注釈 85 ] |
| 2003年6月      | ぼくときみ                   | 今井ゆうぞう はいだしょうこ | 鍬本良太郎 丸山もも子 | 福井洋介     | 絵：丸山もも子、鍬本良太郎 アニメーション：秋穂範子                      | [ 注釈 86 ] |
| 2003年7・8月   | 月夜のポンチャラリン         | 今井ゆうぞう はいだしょうこ | 斎藤久美子            | 越部信義     | コーラス：ひまわりキッズ                                                 |             |
| 2003年9月      | たこのくるんぱ               | 今井ゆうぞう はいだしょうこ | すずきかなこ          | 坂出雅海     | 絵：サトウナオミ、木ぐつの木                                             | ☆           |
| 2003年10月     | 地球ネコ                     | 今井ゆうぞう はいだしょうこ | 平沢進                | 平沢進       | アニメーション：スタジオ ケロボ                                          |             |
| 2003年11・12月 | おすしのピクニック           | 今井ゆうぞう はいだしょうこ | 里乃塚玲央            | 小杉保夫     | コーラス:ひまわりキッズ                                                  |             |
| 2004年1月      | キュキューンがすき           | 今井ゆうぞう はいだしょうこ | 村田さち子            | 福田和禾子   | 絵：たしろちさと                                                         |             |
| 2004年2・3月   | かけぶとん しきぶとん        | 今井ゆうぞう はいだしょうこ | 遠藤幸三              | 野口義修     | 編曲：野口義修 イラスト：ひろせたくろう アニメーション：籏禮直喜         |             |
| 2004年4月      | ぺたぺたぺったんこ           | 今井ゆうぞう はいだしょうこ | すずきかなこ          | 赤坂東児     |                                                                          | ☆           |
| 2004年5月      | 風のおはなし                 | 今井ゆうぞう はいだしょうこ | 坂田修                | 坂田修       | 編曲：池毅                                                               |             |
| 2004年6月      | わくわくスーパーマーケット   | 今井ゆうぞう はいだしょうこ | さねよしいさ子        | 西田マサラ   | 編曲：西田マサラ イラスト：中田弘司 コーラス:ひまわりキッズ              |             |
| 2004年7・8月   | しってしまったぼく           | 今井ゆうぞう はいだしょうこ | あきやまただし        | 松本雅隆     | アニメーション：南家こうじ、石黒育                                       | [ 注釈 87 ] |
| 2004年9月      | あのね、あきはね             | 今井ゆうぞう はいだしょうこ | もりちよこ            | SHIKAMON     | イラスト：はったあい                                                     |             |
| 2004年10月     | とんでもトン吉               | 今井ゆうぞう はいだしょうこ | 坂田修                | 坂田修       | 編曲：越部信義 アニメーション：加藤晃                                    |             |
| 2004年11・12月 | ふしぎはすてき               | 今井ゆうぞう はいだしょうこ | 大竹創作              | 大竹創作     |                                                                          |             |
| 2005年1月      | おしりフリフリ               | 今井ゆうぞう はいだしょうこ | のぶみ                | 中川ひろたか | 編曲：赤坂東児 アニメーション：のぶみ                                    | ☆           |
| 2005年2・3月   | こねこねんね                 | 今井ゆうぞう はいだしょうこ | すずきかなこ          | 福田和禾子   | 造形：いしかわまりこ                                                     | ☆           |
| 2005年4月      | いっしょにつくったら         | 今井ゆうぞう はいだしょうこ | 谷山浩子              | 谷本新       | 編曲：柿崎洋一郎 アニメーション：武嶋公江、渡辺エリナ イラスト：大津憲子 | [ 注釈 89 ] |
| 2005年5月      | 木もれ日のうた               | 今井ゆうぞう はいだしょうこ | 日暮真三              | 渋谷毅       | 編曲：柿崎洋一郎 CG：武内桃子（Sewed）                                   |             |
| 2005年6月      | パパパ                       | 今井ゆうぞう はいだしょうこ | のぶみ                | 中川ひろたか | 編曲：若松歓 イラスト：村山尚子                                          |             |
| 2005年7・8月   | すごいぞ!じゃがいも          | 今井ゆうぞう はいだしょうこ | Egg 宮田舞子          | 赤坂東児     | 造形：藤門喜三郎                                                         |             |
| 2005年9月      | みなみのしまのこどもたち     | 今井ゆうぞう はいだしょうこ | 小室等                | 池毅         |                                                                          | [ 注釈 90 ] |
| 2005年10月     | ママゴリラ                   | 今井ゆうぞう はいだしょうこ | 高橋洋子              | 大森俊之     | アニメーション：青木俊道                                                 |             |
| 2005年11・12月 | ずんずんあるいて             | 今井ゆうぞう はいだしょうこ | 阿部芙蓉美            | 谷本新       |                                                                          | [ 注釈 91 ] |
| 2006年1月      | わ!                          | 今井ゆうぞう はいだしょうこ | 大谷惠美              | 福田和禾子   | 振付：大谷恵美 造形：加藤晃                                              | ☆           |
| 2006年2・3月   | しろいともだち               | 今井ゆうぞう はいだしょうこ | 坂田修                | 坂田修       | 編曲：赤坂東児 造形：ゆきのゆりこ                                        |             |
| 2006年4月      | ぼよよん行進曲               | 今井ゆうぞう はいだしょうこ | 中西圭三 田角有里     | 中西圭三     | 編曲：小西貴雄 アニメーション：青木俊道                                  | ☆           |
| 2006年5月      | まっしろしろすけ             | 今井ゆうぞう はいだしょうこ | 柴草玲                | 柴草玲       | アニメーション：小畑正好、加藤タカ                                       |             |
| 2006年6月      | ガリダリシュッポン！         | 今井ゆうぞう はいだしょうこ | 高柳恋 JUN            | 羽岡佳       | 編曲：羽岡佳 デザイン製作：ben-an-jab                                    |             |
| 2006年7・8月   | ただいまママ                 | 今井ゆうぞう はいだしょうこ | 山田パンダ            | 伊勢正三     | 編曲：赤坂東児 アニメーション：加藤晃                                    |             |
| 2006年9月      | おっとっとのオットセイ       | 今井ゆうぞう はいだしょうこ | のぶみ                | 村治崇光     | イラスト：のぶみ アニメーション：egg                                     | ☆           |
| 2006年10月     | やるきまんまんマンとウーマン | 今井ゆうぞう はいだしょうこ | 里乃塚玲央            | 小杉保夫     | 造形指導：小畑正好                                                       |             |
| 2006年11・12月 | ありがとうお母さん           | 今井ゆうぞう はいだしょうこ | きたやまおさむ        | 加藤和彦     |                                                                          |             |
| 2007年1月      | 雪だるまのまほう             | 今井ゆうぞう はいだしょうこ | 高橋亜子              | 大森俊之     |                                                                          | ★           |
| 2007年2・3月   | きみのこえ                   | 今井ゆうぞう はいだしょうこ | 相田毅                | 上野義雄     |                                                                          |             |
| 2007年4月      | おひさまクリーム             | 今井ゆうぞう はいだしょうこ | 李醒獅                | 下田義浩     | 振付：川村絵良                                                           | ☆           |
| 2007年5月      | ぴかぴかじてんしゃ           | 今井ゆうぞう はいだしょうこ | 秋吉圭                | ヒロチカーノ |                                                                          |             |
| 2007年6月      | どうしてしらんぷり           | 今井ゆうぞう はいだしょうこ | きむらゆういち        | 濱田理恵     |                                                                          |             |
| 2007年7・8月   | オー!ことわざソング          | 今井ゆうぞう はいだしょうこ | 鷲崎健                | 小杉保夫     |                                                                          |             |
| 2007年9月      | 夢の中のダンス               | 今井ゆうぞう はいだしょうこ | 坂田修                | 坂田修       | 編曲：池毅                                                               |             |
| 2007年10月     | こまったゾウさん             | 今井ゆうぞう はいだしょうこ | さいとういんこ        | 悠木昭宏     |                                                                          | ☆           |
| 2007年11・12月 | ムックリンチョ               | 今井ゆうぞう はいだしょうこ | 並川祥太              | 森村献       |                                                                          |             |
| 2008年1月      | ゆめのかけら                 | 今井ゆうぞう はいだしょうこ | 白峰美津子 吉田隆     | 西脇辰弥     | アニメーション：クリーチャーズ                                           |             |
| 2008年2月      | だじゃれだゾ〜               | 今井ゆうぞう はいだしょうこ | 中川ひろたか          | 中川ひろたか | 編曲：赤坂東児                                                           |             |
| 2008年3月      | 君に会えたから               | 今井ゆうぞう はいだしょうこ | 坂田修                | 坂田修       | 編曲：池毅                                                               | [ 注釈 96 ] |

### 横山だいすけ・三谷たくみ時代
（2008年度 - 2015年度・全72曲）
| 年月           | タイトル                       | うた                    | 作詞                  | 作曲                                | 編曲・アニメーションなどの人物                                                                                    | 備考・脚注   |
| -------------- | ------------------------------ | ----------------------- | --------------------- | ----------------------------------- | --- | ------------ |
| 2008年4月      | はじめてはじめまして           | 横山だいすけ 三谷たくみ | 日暮真三              | 福田和禾子                          | | [ 注釈 97 ]  |
| 2008年5月      | まんまるスマイル               | 横山だいすけ 三谷たくみ | 中西圭三 田角有里     | 中西圭三                            | 編曲：小西貴雄 アニメーション：青木俊道                                                                           | [ 注釈 98 ]  |
| 2008年6月      | ながぐっちゃん!!               | 横山だいすけ 三谷たくみ | もりちよこ            | 柴草玲                              | イラスト：村住彩野 アニメーション：籏禮直喜、西村まどか                                                           | ♪            |
| 2008年7・8月   | フ〜ララ ホアロハ ラ〜         | 横山だいすけ 三谷たくみ | 石川優美              | 石川優美                            | 編曲：石川進一郎 人形アニメーション：おさないまこと                                                               |              |
| 2008年9月      | 魔法のピンク                   | 横山だいすけ 三谷たくみ | さだまさし            | さだまさし                          | 編曲：堀井勝美 アニメーション：藤嶋多枝                                                                           | ♪            |
| 2008年10月     | 青い空を見あげて               | 横山だいすけ 三谷たくみ | 桑原永江              | 赤坂東児                            | アニメーション：ノラビット                                                                                        | [ 注釈 99 ]  |
| 2008年11・12月 | ちきゅうにおえかき             | 横山だいすけ 三谷たくみ | 伊藤美和              | 藤本功一                            | イラスト：伊藤正道 アニメーション：高橋竜輝                                                                       | ♪            |
| 2009年1月      | ドンスカパンパンおうえんだん   | 横山だいすけ 三谷たくみ | 山田ひろし            | 西脇辰弥                            | イラスト：波田佳子 アニメーション：久澤謙二郎 振付：振付稼業air:man                                               | ☆            |
| 2009年2・3月   | あっちこっちマーチ             | 横山だいすけ 三谷たくみ | 鳥海雄介              | 塚田良平                            | CG：小野修 |              |
| 2009年4月      | ごめんください、めんください。 | 横山だいすけ 三谷たくみ | もりちよこ            | 小杉保夫                            | |              |
| 2009年5月      | ド!ド!ド!ドラゴン              | 横山だいすけ 三谷たくみ | 里乃塚玲央            | 三澤康広                            | CGアニメーション：ヒノトリラボ                                                                                    |              |
| 2009年6月      | ほっとけーきはすてき           | 横山だいすけ 三谷たくみ | 加藤千晶              | 加藤千晶                            | イラスト：床屋かなぶん アニメーション：南家こうじ                                                                 |              |
| 2009年7・8月   | ぼくらのうた                   | 横山だいすけ 三谷たくみ | 岸谷香                | 岸谷香                              | 編曲：鎌田雅人 アニメーション：小畑正好、加藤タカ                                                                 |              |
| 2009年9月      | ボロボロロケット               | 横山だいすけ 三谷たくみ | CHI-MEY               | CHI-MEY                             | 編曲：高野康弘 イラスト：波田佳子 CG：クリーチャーズ                                                              | ☆            |
| 2009年10月     | ありがとうの花                 | 横山だいすけ 三谷たくみ | 坂田おさむ            | 坂田おさむ                          | 編曲：池毅 | ♪            |
| 2009年11・12月 | でんきの子ビリー               | 横山だいすけ 三谷たくみ | 鈴木崇                | 鈴木崇                              | 編曲：佐藤晃 CG：小野修                                                                                           |              |
| 2010年1月      | ひみつのパレード               | 横山だいすけ 三谷たくみ | 工藤順子              | 鴨宮諒                              | イラスト：tupera tupera アニメーション：嶋村明彦、久世敦司                                                        | ♪            |
| 2010年2・3月   | ママのたからもの               | 横山だいすけ 三谷たくみ | 横山一真              | 赤坂東児                            | アニメーション：きらけいぞう                                                                                      | [ 注釈 102 ] |
| 2010年4月      | コロンパッ                     | 横山だいすけ 三谷たくみ | 久和カノン            | 川嶋可能                            | アニメーション：青木よしお                                                                                        | ☆            |
| 2010年5月      | ジューキーズこうじちゅう!      | 横山だいすけ 三谷たくみ | 桑原永江              | 大橋恵                              | イラスト：本郷純 アニメーション：べんぴねこ                                                                       | ♪            |
| 2010年6月      | きらきらきらりん・みゅーじかる | 横山だいすけ 三谷たくみ | 井出隆夫              | 斎藤ネコ                            | アニメーション：鈴木哲                                                                                            | [ 注釈 103 ] |
| 2010年7・8月   | そよそよの木の上で             | 横山だいすけ 三谷たくみ | 分山貴美子            | 分山貴美子                          | 編曲：悠木昭宏 イラスト：あきくさあい アニメーション：egg                                                         | ♪            |
| 2010年9月      | ドコノコノキノコ               | 横山だいすけ 三谷たくみ | もりちよこ            | ザッハトルテ                        | アニメーション：クモトリ                                                                                          | ♪            |
| 2010年10月     | まほうのとびら                 | 横山だいすけ 三谷たくみ | アメモリネムリ 沢村侑 | 高野康弘                            | 絵：ミスミヨシコ アニメーション：すずきてつ、しみずおさむ                                                         |              |
| 2010年11・12月 | くりとくり                     | 横山だいすけ 三谷たくみ | 石津ちひろ            | 濱田理恵                            | 編曲：佐藤晃、CG：小野修                                                                                          | ☆♪           |
| 2011年1月      | リンゴントウ                   | 横山だいすけ 三谷たくみ | おーなり由子          | 栗原正己                            | 絵：おーなり由子 アニメーション：堀口忠彦                                                                         |              |
| 2011年2・3月   | みんなみんなみんな             | 横山だいすけ 三谷たくみ | 金杉弘子              | 斎藤ネコ                            | CGアニメーション：ノラビット!                                                                                     | [ 注釈 106 ] |
| 2011年4月      | えがおでいこう                 | 横山だいすけ 三谷たくみ | 小宮山雄飛            | 小宮山雄飛                          | 編曲：ホフディラン イラスト：杉山実 アニメーション：鈴木哲、清水修                                                |              |
| 2011年5月      | キッチンオーケストラ           | 横山だいすけ 三谷たくみ | 坂田おさむ            | 堀井勝美                            | アニメーション：シャシャミン                                                                                      | ☆            |
| 2011年6月      | 新幹線でゴー!ゴ・ゴー!         | 横山だいすけ 三谷たくみ | 青島利幸              | 赤坂東児                            | | ♪            |
| 2011年7・8月   | それがともだち                 | 横山だいすけ 三谷たくみ | 日暮真三              | 森本清人                            | アニメーション：堀口忠彦                                                                                          | ♪            |
| 2011年9月      | こんやこんにゃく               | 横山だいすけ 三谷たくみ | すずきかなこ          | 牧野奏海                            | アニメーション：クモトリ                                                                                          |              |
| 2011年10月     | ねこときどきらいおん           | 横山だいすけ 三谷たくみ | 藤本ともひこ          | 藤本ともひこ                        | 編曲：石川ハルミツ イラスト：藤本ともひこ アニメーション：大竹和可奈                                              | ☆            |
| 2011年11・12月 | おうちにかえろう               | 横山だいすけ 三谷たくみ | おーなり由子          | 遊佐未森                            | 絵：おーなり由子 アニメーション：堀口忠彦                                                                         |              |
| 2012年1月      | モンスタップ                   | 横山だいすけ 三谷たくみ | 伊藤美和              | 川嶋可能                            | イラストレーション：佐野彩夏 アニメーション：パンタグラフ                                                         | ♪            |
| 2012年2・3月   | みんなだれかがすきになる       | 横山だいすけ 三谷たくみ | 坂田おさむ            | 林アキラ                            | 編曲：池毅 イラストレーション：鯰江光二 アニメーション：川口創史                                                  | ♪            |
| 2012年4月      | ハートがいっぱい               | 横山だいすけ 三谷たくみ | 青島利幸              | 大橋恵                              | アニメーション：西内としお                                                                                        | ☆♪           |
| 2012年5月      | パンパパ・パン                 | 横山だいすけ 三谷たくみ | もりちょこパン        | ポカスカジャン                      | 編曲：飯田匡彦 | ♪            |
| 2012年6月      | じっとまったくん               | 横山だいすけ 三谷たくみ | 小川美潮              | 渋谷毅                              | イラスト：マリーニ・モンティーニ アニメーション：木下洋子                                                         |              |
| 2012年7・8月   | ショキショキチョン             | 横山だいすけ 三谷たくみ | 二階堂和美            | 二階堂和美                          | 編曲：蓮沼執太 イラスト：山口さゆり アニメーション：デジタル・メディア・ラボ 振付：伊藤千枝（珍しいキノコ舞踊団） | ♪            |
| 2012年9月      | モラモラマンボウ               | 横山だいすけ 三谷たくみ | 東龍男                | 石川ハルミツ                        | アニメーション：加藤晃                                                                                            | [ 注釈 115 ] |
| 2012年10月     | ゴロプポジャカジャカ!          | 横山だいすけ 三谷たくみ | 大森祥子              | 小杉保夫                            | アニメーション：森岡牧子                                                                                          | ♪            |
| 2012年11・12月 | ゆめいろワルツ                 | 横山だいすけ 三谷たくみ | イノトモ              | イノトモ                            | 編曲：栗コーダーカルテット 美術：清川あさみ アニメーション：鈴木哲、川口創史                                      | ♪            |
| 2013年1月      | いえ イェイ!!                  | 横山だいすけ 三谷たくみ | 松本あかね            | 牧野奏海                            | アニメーション：杉山実                                                                                            | ♪            |
| 2013年2・3月   | おめでとうを100回              | 横山だいすけ 三谷たくみ | 日暮真三              | 沢田完                              | アニメーション：ササキワカバ                                                                                      | ♪            |
| 2013年4月      | ポンヌフのたまご               | 横山だいすけ 三谷たくみ | 佐藤良成              | 佐藤良成                            | 編曲：ハンバート ハンバート アニメーション：大島亜佐子                                                            | [ 注釈 118 ] |
| 2013年5月      | チュルチュルチュルルン         | 横山だいすけ 三谷たくみ | 関和男                | 石川ハルミツ                        | イラスト：アリカワコウヘイ！ アニメーション：スリー・ディ                                                         | ♪            |
| 2013年6月      | おさんぽクンクン               | 横山だいすけ 三谷たくみ | 工藤順子              | 柴草玲                              | 編曲：柴草玲 アニメーション：稲葉卓也                                                                             | ♪            |
| 2013年7月      | しわしわしわわ                 | 横山だいすけ 三谷たくみ | つじあやの            | つじあやの                          | アニメーション：堀口忠彦                                                                                          |              |
| 2013年9月      | ぶんぶんブランコ               | 横山だいすけ 三谷たくみ | さいとういんこ        | 悠木昭宏                            | アニメーション：西内としお                                                                                        | ♪            |
| 2013年10月     | カラスのかっくん               | 横山だいすけ 三谷たくみ | 高田ひろお            | 赤坂東児                            | | ☆♪           |
| 2013年11月     | ようかいしりとり               | 横山だいすけ 三谷たくみ | おくはらゆめ          | 種ともこ                            | 編曲：種ともこ イラスト：おくはらゆめ アニメーション：クモトリ                                                    | ♪            |
| 2014年1月      | 冬の娘リッカロッカ             | 横山だいすけ 三谷たくみ | 大島亜佐子            | 櫻井映子                            | アニメーション：井上雪子                                                                                          | ♪            |
| 2014年2月      | 地球ぴょんぴょん               | 横山だいすけ 三谷たくみ | 坂田おさむ            | 坂田おさむ                          | 編曲：池毅 コーラス：坂田おさむ アニメーション：KAFKA-和布可 イラスト：名取祐一郎                                 | ♪            |
| 2014年4月      | じゃくじゃくあまのじゃく       | 横山だいすけ 三谷たくみ | ふじきみつ彦          | くもゆき （おおはた雄一・福岡晃子） | アニメーション：大谷たらふ                                                                                        | ♪            |
| 2014年5月      | どんがらどんどん どらやき!     | 横山だいすけ 三谷たくみ | 濱田理恵              | 濱田理恵                            | 編曲：濱田理恵 アニメーション：今林由佳                                                                           |              |
| 2014年6月      | みんなのリズム                 | 横山だいすけ 三谷たくみ | 中西圭三 田角有里     | 中西圭三                            | 編曲：小西貴雄 イラスト：廣中薫 アニメーション：クモトリ 振付：振付稼業air:man                                    | ♪            |
| 2014年7月      | モシモシだいすき!              | 横山だいすけ 三谷たくみ | 青島利幸              | 近藤研二                            | 編曲：近藤研二 アニメーション：木下洋子                                                                           | ♪            |
| 2014年9月      | カオカオカ〜オ                 | 横山だいすけ 三谷たくみ | 里乃塚玲央            | 牧野奏海                            | | ♪            |
| 2014年10月     | ぐいーん・ぱっ!                | 横山だいすけ 三谷たくみ | さいとういんこ        | はしもとひろし                      | アニメーション：シャシャミン                                                                                      | ♪            |
| 2014年11月     | きみ                           | 横山だいすけ 三谷たくみ | つだみさこ            | つだみさこ                          | 編曲：渋谷毅 アニメーション：大桃洋祐                                                                             | ♪            |
| 2015年1月      | ゆきだるまのルー               | 横山だいすけ 三谷たくみ | おーなり由子          | 栗原正己                            | 絵：おーなり由子 アニメーション：堀口忠彦                                                                         | ♪            |
| 2015年2月      | あくびがビブベバ               | 横山だいすけ 三谷たくみ | もりちよこ            | バンバンバザール                    | イラスト：長谷川義史 アニメーション：きらけいぞう                                                                 | ☆♪           |
| 2015年4月      | おひさまーち                   | 横山だいすけ 三谷たくみ | ROCO                  | ROCO                                | 編曲：H ZETT M イラスト：斎藤ひろこ アニメーション：クモトリ 振付：宮田雅代                                       |              |
| 2015年5月      | シール☆ハレハレ!               | 横山だいすけ 三谷たくみ | 桑原永江              | 大橋恵                              | アニメーション：西内としお                                                                                        | [ 注釈 121 ] |
| 2015年6月      | ひかるみらい                   | 横山だいすけ 三谷たくみ | 木村優作              | 高野康弘                            | 人形：おーのもとき CG：川口創史 振付：大島毅                                                                      |              |
| 2015年7月      | なんでも あらいぐま            | 横山だいすけ 三谷たくみ | 遊佐未森              | 遊佐未森                            | イラスト：いりやまさとし アニメーション：スリー・ディ                                                             |              |
| 2015年9月      | おもちゃのブルース             | 横山だいすけ 三谷たくみ | 大島亜佐子            | 久住昌之                            | 編曲・演奏：スクリーントーンズ アニメーション：秦俊子                                                             |              |
| 2015年10月     | ガチャゴチャガンボ!            | 横山だいすけ 三谷たくみ | 加藤千晶              | 加藤千晶                            | | [ 注釈 122 ] |
| 2015年11月     | メダルあげます                 | 横山だいすけ 三谷たくみ | 坂田おさむ            | 坂田おさむ                          | 編曲：池毅 アニメーション：今林由佳                                                                               |              |
| 2016年1月      | つるのワルツ                   | 横山だいすけ 三谷たくみ | つだみさこ            | つだみさこ                          | 編曲：栗原正己 アニメーション：大桃洋祐                                                                           |              |
| 2016年2月      | キミといっしょに               | 横山だいすけ 三谷たくみ | 金城綾乃              | 金城綾乃                            | 編曲：谷口尚久 アニメーション：井上雪子                                                                           | [ 注釈 123 ] |

### 横山だいすけ・小野あつこ時代
（2016年度・全9曲）
| 年月       | タイトル                  | うた                    | 作詞              | 作曲           | 編曲・アニメーションなどの人物                                   | 備考・脚注                |
| ---------- | ------------------------- | ----------------------- | ----------------- | -------------- | ---------------------------------------------------------------- | ------------------------- |
| 2016年4月  | あおうよ!                 | 横山だいすけ 小野あつこ | もりちよこ        | 速水けんたろう | 編曲：池毅                                                       | [ 注釈 124 ]              |
| 2016年5月  | わらうおばけ              | 横山だいすけ 小野あつこ | 高田ひろお        | 櫻井映子       | アニメーション：杉山実                                           | ☆                         |
| 2016年6月  | おしゃれフルーツ          | 横山だいすけ 小野あつこ | 日暮真三          | 渋谷毅         | イラスト:知野啓 アニメーション:クモトリ                          |                           |
| 2016年7月  | まほうのくつ              | 横山だいすけ 小野あつこ | 野口時男 大野恭子 | 牧野奏海       | アニメーション：大島亜佐子                                       |                           |
| 2016年9月  | すっぱ すっぱ すっぴょ!   | 横山だいすけ 小野あつこ | おくはらゆめ      | 種ともこ       | 編曲：種ともこ イラスト:おくはらゆめ アニメーション:スリー・ディ |                           |
| 2016年10月 | まあるいせかい            | 横山だいすけ 小野あつこ | 木庭撫子          | 柴草玲         | アニメーション：松本弘                                           |                           |
| 2016年11月 | シェイク シェイク げんき! | 横山だいすけ 小野あつこ | さいとういんこ    | あおぞらすかい |                                                                  | ★                         |
| 2017年1月  | ふゆのあいだ              | 横山だいすけ 小野あつこ | 松本あかね        | 南方美智子     | 編曲：南方美智子 アニメーション：坂井治                          |                           |
| 2017年2月  | やくそくハーイ!           | 横山だいすけ 小野あつこ | 坂田おさむ        | 坂田おさむ     | 編曲：池毅                                                       | [ 注釈 126 ] [ 注釈 127 ] |

### 花田ゆういちろう・小野あつこ時代
（2017年度 - 2021年度・全45曲）
| 年月         | タイトル                         | うた                        | 作詞                           | 作曲                           | 編曲・アニメーションなどの人物                                                    | 備考・脚注                |
| ------------ | -------------------------------- | --------------------------- | ------------------------------ | ------------------------------ | --------------------------------------------------------------------------------- | ------------------------- |
| 2017年4月    | そよかぜスニーカー               | 花田ゆういちろう 小野あつこ | 井出隆夫                       | 林アキラ                       | 編曲：赤坂東児                                                                    | [ 注釈 128 ]              |
| 2017年5月    | とり                             | 花田ゆういちろう 小野あつこ | つだみさこ                     | つだみさこ                     | 編曲：栗原正己 アニメーション：保谷瑠美子                                         |                           |
| 2017年6月    | あめのひドキドキ                 | 花田ゆういちろう 小野あつこ | 浦野紘彰                       | 牧野奏海                       | アニメーション：井上雪子                                                          |                           |
| 2017年7月    | ぱんぱかぱんぱんぱーん           | 花田ゆういちろう 小野あつこ | 水野良樹                       | 水野良樹                       | 編曲：梅林太郎 イラスト：長谷川貴子 アニメーション：クモトリ                      | [ 注釈 130 ]              |
| 2017年9月    | にんじゃ きりん                  | 花田ゆういちろう 小野あつこ | 高田ひろお                     | 渋谷毅                         | アニメーション：ハッピープロジェクト                                              |                           |
| 2017年10月   | おまめ戦隊ビビンビ〜ン           | 花田ゆういちろう 小野あつこ | もりちよこ                     | 小杉保夫                       |                                                                                   | [ 注釈 131 ]              |
| 2017年11月   | オカリナのリーナ                 | 花田ゆういちろう 小野あつこ | さいとういんこ                 | 君塚仁子                       | イラスト：マリーニ・モンティーニ アニメーション：木下洋子                         |                           |
| 2018年1月    | もくもくふゆーん                 | 花田ゆういちろう 小野あつこ | 加藤還一                       | ビューティフルハミングバード   | アニメーション：ミスミヨシコ                                                      |                           |
| 2018年2月    | おはよう!                        | 花田ゆういちろう 小野あつこ | 福田翔                         | 福田翔                         | 編曲：斎藤ネコ アニメーション：秦俊子                                             | ☆                         |
| 2018年4月    | なないろのしゃぼんだま           | 花田ゆういちろう 小野あつこ | 遊佐未森                       | 遊佐未森                       | アニメーション：名取祐一郎                                                        | ☆                         |
| 2018年5月    | いるよ                           | 花田ゆういちろう 小野あつこ | 谷川俊太郎                     | 細野晴臣                       | 編曲：高田漣 アニメーション：松本弘                                               |                           |
| 2018年6月    | きらららダンス                   | 花田ゆういちろう 小野あつこ | 遠藤大介                       | DE DE MOUSE                    | アニメーション：加藤道哉 袖山麻美 サイクロングラフィックス                        |                           |
| 2018年7月    | ゾクゾクうんどうかい             | 花田ゆういちろう 小野あつこ | 小春（チャラン・ポ・ランタン） | 小春（チャラン・ポ・ランタン） | アニメーション：髙橋まりな                                                        |                           |
| 2018年9月    | やさしいうた                     | 花田ゆういちろう 小野あつこ | 坂田修一                       | 坂田修一                       | 編曲：池毅 絵：タムくん アニメーション：森岡牧子                                  |                           |
| 2018年10月   | かたっぽちゃん と かたっぽちゃん | 花田ゆういちろう 小野あつこ | 桑原永江                       | 石毛里佳                       | アニメーション：スタジオビンゴ                                                    |                           |
| 2018年11月   | デビル・ビビる・ガンバる!        | 花田ゆういちろう 小野あつこ | 石川ハルミツ                   | 石川ハルミツ                   | アニメーション：中内友紀恵                                                        |                           |
| 2019年1月    | さがそっ!                        | 花田ゆういちろう 小野あつこ | さいとういんこ                 | kosekibeatz                    | イラスト：シャシャミン アニメーション：ODDJOB                                     | ☆                         |
| 2019年2月    | ぴかぴかすまいる                 | 花田ゆういちろう 小野あつこ | 水野良樹                       | 水野良樹                       | 編曲：松本ジュン イラスト：片山なのあ 造形：おーのもとき アニメーション：木下美月 | [ 注釈 134 ]              |
| 2019年4月    | ミライクルクル                   | 花田ゆういちろう 小野あつこ | もりちよこ                     | 織田哲郎                       | イラスト：おおばる                                                                | [ 注釈 135 ]              |
| 2019年5月    | おさんぽマーチ                   | 花田ゆういちろう 小野あつこ | 辻林美穂                       | 辻林美穂                       | 振付：MAIKO イラスト：桑山実 アニメーション：パンタグラフ                         | [ 注釈 136 ]              |
| 2019年6月    | はらぺこカマキリ                 | 花田ゆういちろう 小野あつこ | カマキリ先生                   | 牧野奏海                       | アニメーション：qmotri                                                            |                           |
| 2019年7月    | ワン・ツー・スリー!              | 花田ゆういちろう 小野あつこ | 坂田めぐみ                     | 坂田修一                       | 編曲：池毅 振付：堀広希 CG：澤井俊洋                                              | [ 注釈 137 ]              |
| 2019年9月    | たいこムーン                     | 花田ゆういちろう 小野あつこ | うちだややこ                   | 青柳拓次                       | アニメーション：清水貴栄                                                          |                           |
| 2019年10月   | てとてとパタン                   | 花田ゆういちろう 小野あつこ | いとうせいこう                 | ユザーン                       | アニメーション：moogabooga 振付：伊藤千枝子                                       |                           |
| 2019年11月   | あさペラ!                        | 花田ゆういちろう 小野あつこ | 中西圭三 田角有里              | 中西圭三                       | アカペラコーラス：INSPi 美術：人形劇団ひとみ座                                    |                           |
| 2020年1月    | ぞうのそうぞう                   | 花田ゆういちろう 小野あつこ | 鍬本良太郎 丸山もも子          | 鈴木健太                       | 絵：丸山もも子 アニメーション：秋穂範子                                           | [ 注釈 138 ]              |
| 2020年2月    | きみイロ                         | 花田ゆういちろう 小野あつこ | えだまめンズ                   | えだまめンズ                   |                                                                                   | [ 注釈 139 ]              |
| 2020年4月    | うちゅうにムチュー               | 花田ゆういちろう 小野あつこ | 北川悠仁                       | 北川悠仁                       | 美術：鈴木友唯 振付：塩野拓矢、天野一輝                                           |                           |
| 2020年5月    | すすめ!すってんすっく!           | 花田ゆういちろう 小野あつこ | 桑原永江                       | 吉田ゐさお                     | アニメーション：杉﨑貴史                                                          |                           |
| 2020年7月    | ガンバラッパ☆ガンバル〜ン        | 花田ゆういちろう 小野あつこ | すずきかなこ                   | 赤坂東児                       | イラスト：サタケシュンスケ アニメーション：ポケット                               | ☆                         |
| 2020年8月    | ブー!スカ・パーティー!           | 花田ゆういちろう 小野あつこ | かしわ哲                       | かしわ哲                       |                                                                                   | [ 注釈 141 ]              |
| 2020年9月    | きみといっしょにいると           | 花田ゆういちろう 小野あつこ | 遊佐未森                       | 遊佐未森                       | アニメーション：天野静香                                                          |                           |
| 2020年10月   | パンはパンでも!?                 | 花田ゆういちろう 小野あつこ | 森大輔                         | 森大輔                         | アニメーション：清水貴栄 造形：浅利真友子 振付：和中和央                          |                           |
| 2020年11月   | あげあげドーナツ                 | 花田ゆういちろう 小野あつこ | 里乃塚玲央                     | 小杉保夫                       |                                                                                   |                           |
| 2021年1月    | おたすけ!およよマン              | 花田ゆういちろう 小野あつこ | オヨヨーコ。                   | 増田太郎                       | アニメーション：姫田真武                                                          |                           |
| 2021年2・3月 | ネガイゴト                       | 花田ゆういちろう 小野あつこ | 坂田修一                       | 坂田修一                       | 編曲：池毅                                                                        | [ 注釈 142 ]              |
| 2021年4月    | 1歩 2歩 さんぽ                   | 花田ゆういちろう 小野あつこ | えだまめンズ                   | えだまめンズ                   | アニメーション：高橋まりな                                                        | [ 注釈 143 ]              |
| 2021年5月    | ぎゅーっ はかせ                  | 花田ゆういちろう 小野あつこ | 二階堂和美                     | 渋谷毅                         | アニメーション：堀口忠彦                                                          |                           |
| 2021年6月    | そらそらそうめん                 | 花田ゆういちろう 小野あつこ | もりちよこ                     | あいあい                       | 美術：浅利真友子 振付：塩野拓矢、天野一輝                                         | [ 注釈 144 ]              |
| 2021年7月    | ほしのひとしずく                 | 花田ゆういちろう 小野あつこ | トンチ                         | トンチ                         |                                                                                   | [ 注釈 145 ]              |
| 2021年9月    | むぎゃむぎゃ                     | 花田ゆういちろう 小野あつこ | 柴田聡子                       | 柴田聡子                       | アニメーション：おきたらしろめ                                                    |                           |
| 2021年10月   | なんなん、とかとか、なーるなる   | 花田ゆういちろう 小野あつこ | レ・ロマネスクTOBI             | レ・ロマネスクTOBI             | 振付：レ・ロマネスクTOBI                                                          |                           |
| 2021年11月   | わらいごえがヨ～デルね           | 花田ゆういちろう 小野あつこ | 森大輔                         | 森大輔                         |                                                                                   | ⭐︎                        |
| 2022年1月    | ブンブンにじいろカー             | 花田ゆういちろう 小野あつこ | すずきかなこ                   | 織田哲郎                       | アニメーション：onnacodomo                                                        |                           |
| 2022年2月    | まほうのラララ♪                  | 花田ゆういちろう 小野あつこ | ありたろう 溝口貴紀            | 増田太郎                       | イラスト：福田利之 CG：澤井俊洋 振付：堀広希                                      | [ 注釈 146 ] [ 注釈 147 ] |

### 花田ゆういちろう・ながたまや時代
（2022年度 - 2025年8月現在・35曲）
| 年月       | タイトル                                   | うた                                 | 作詞                         | 作曲                         | 編曲・アニメーションなどの人物                                         | 備考・脚注                |
| ---------- | ------------------------------------------ | ------------------------------------ | ---------------------------- | ---------------------------- | ---------------------------------------------------------------------- | ------------------------- |
| 2022年4月  | うらら                                     | 花田ゆういちろう ながたまや          | 水野良樹                     | 水野良樹                     | 編曲：松本ジュン 美術・アニメーション：清水貴栄                        | [ 注釈 148 ]              |
| 2022年5月  | くだものたろう                             | 花田ゆういちろう ながたまや          | おくはらゆめ                 | ベアグラウンド               | イラスト：おくはらゆめ アニメーション：クモトリ 美術：忠地真穂         | [ 注釈 149 ]              |
| 2022年6月  | おっきなちっちゃな物語                     | 花田ゆういちろう ながたまや          | もりちよこ                   | 林アキラ                     | 編曲：赤坂東児 アニメーション：西内としお、ポケット                    |                           |
| 2022年7月  | のりまきペラパリおんど                     | 花田ゆういちろう ながたまや          | フジモ・トモミ               | 小杉保夫                     | 美術：浅利真友子 振付：天野一輝                                        |                           |
| 2022年9月  | しればトモダチ～しりたガエルのけけちゃま～ | けけちゃま ながたまや                | 八木順一朗                   | 荒木尚美                     | 絵：ザ・キャビン・カンパニー アニメーション：KASSEN                    | ★                         |
| 2022年10月 | ホ・レッ!                                  | 花田ゆういちろう ながたまや          | 桑原永江                     | 石川ハルミツ                 | アニメーション：姫田真武 造形：中川真由子                              | [ 注釈 151 ]              |
| 2022年11月 | うん、いいんじゃない                       | 花田ゆういちろう ながたまや          | ふじきみつ彦                 | 王舟                         | アニメーション：デコボーカル                                           |                           |
| 2023年1月  | 地球の歌                                   | 花田ゆういちろう ながたまや          | 坂田修一                     | 坂田修一                     | 編曲：池毅 アニメーション：よこたまさし                                |                           |
| 2023年2月  | キミにはくしゅ!                            | 花田ゆういちろう ながたまや          | ありたろう                   | 増田太郎                     |                                                                        | [ 注釈 152 ] [ 注釈 153 ] |
| 2023年4月  | はっぱっぱのハーッ!                        | 花田ゆういちろう ながたまや          | 堂島孝平                     | 堂島孝平                     | イラスト：斉藤みお アニメーション：澤井俊洋、望月良哉 造形：浅利真友子 |                           |
| 2023年5月  | じゅんびばんたんたん!                      | 花田ゆういちろう ながたまや          | フジモ・トモミ               | 織田哲郎                     | 造形：浅利真友子                                                       |                           |
| 2023年6月  | ムシムシフェスティバル                     | 花田ゆういちろう ながたまや          | かしわ哲                     | かしわ哲                     | アニメーション：秦俊子                                                 | ☆                         |
| 2023年7月  | きみのえがお                               | 花田ゆういちろう ながたまや          | Rico                         | 肥後憧子                     | 造形：中川真由子                                                       |                           |
| 2023年9月  | にんじんエンジンロケット                   | 花田ゆういちろう ながたまや          | 村田匠                       | 村田匠                       | アニメーション：やまだみのり                                           |                           |
| 2023年10月 | はたらきものブギ                           | 花田ゆういちろう ながたまや          | いとうせいこう               | TUCKER                       | イラスト：小野崎映 アニメーション：おーのもとき 振付：DANCE WITH WAO   |                           |
| 2023年11月 | ねじまきジミー                             | 花田ゆういちろう ながたまや          | 加藤千晶                     | 加藤千晶                     | アニメーション：パンタグラフ                                           |                           |
| 2024年1月  | おべんとウインナー                         | 花田ゆういちろう ながたまや          | 平野航                       | 平野航                       | おべんとう：近藤幸子 ウィンナー造形：忠地真穂                          | [ 注釈 156 ]              |
| 2024年2月  | ビビビビーム!                              | 花田ゆういちろう ながたまや          | 及川眠子                     | 池毅                         | アニメーション：池亜佐美                                               | [ 注釈 157 ]              |
| 2024年3月  | ヒューララ ブンブン!                       | 花田ゆういちろう ながたまや          | 御供信弘                     | 御供信弘                     | 振付：足立夏海 アニメーション：澤井俊洋                                | ☆                         |
| 2024年4月  | ヨイ!ヨイ!ヨイ!!!!                         | 花田ゆういちろう ながたまや          | えだまめンズ                 | えだまめンズ                 |                                                                        | [ 注釈 159 ]              |
| 2024年5月  | くじらがきいている                         | 花田ゆういちろう ながたまや          | ビューティフルハミングバード | ビューティフルハミングバード | アニメーション：坂井治                                                 |                           |
| 2024年6月  | みててカーニバル                           | 花田ゆういちろう ながたまや          | 村田匠                       | 村田匠                       | 編曲：カルナバケーション 工作監修：てんてんと                          | [ 注釈 160 ]              |
| 2024年7月  | ネバネバサンバ                             | 納豆パク二郎 おくらシスターズ        | 佐藤雅彦 貝塚智子            | 栗原正己 佐藤雅彦            | アニメーション：うえ田みお                                             | ★                         |
| 2024年8月  | はぴねす・ぱずる                           | 花田ゆういちろう ながたまや          | 山川啓介                     | 服部隆之                     | アニメーション：今林由佳                                               | ★                         |
| 2024年9月  | だいじなともだち                           | 花田ゆういちろう ながたまや          | わたなべだいすけ             | D.W.ニコルズ                 | 編曲：渋谷毅 アニメーション：大谷たらふ                                | [ 注釈 163 ]              |
| 2024年10月 | たからもの                                 | 花田ゆういちろう ながたまや          | さだまさし                   | さだまさし                   | 編曲：堀井勝美 イラスト：たかまつかなえ アニメーション：ポケット       | ★                         |
| 2024年11月 | のりもののりたいな                         | 花田ゆういちろう ながたまや          | 平野航                       | 平野航                       | アニメーション：名取祐一郎                                             |                           |
| 2025年1月  | みちのマーチ                               | 花田ゆういちろう ながたまや          | 新沢としひこ                 | 新沢としひこ                 | 編曲：斎藤ネコ 造形：人形劇・木ぐつの木                                |                           |
| 2025年2月  | じゃれ愛（あい）あいあい                   | 花田ゆういちろう ながたまや          | 橋田正人 石川ハルミツ        | 橋田正人 石川ハルミツ        |                                                                        | [ 注釈 166 ]              |
| 2025年3月  | ももいろほっぺ                             | ながたまや 秋元杏月 みもも           | ヤマモトショウ               | ヤマモトショウ               | 振付：SACO MAKITA                                                      | [ 注釈 167 ]              |
| 2025年4月  | きっとキセキ                               | 花田ゆういちろう ながたまや          | 坂田修一                     | 坂田修一                     | 編曲：安齋 孝秋 アニメーション：清水貴栄                               | [ 注釈 168 ]              |
| 2025年5月  | がんばレンジャーズ                         | 花田ゆういちろう ながたまや          | さだまさし                   | さだまさし                   | 編曲：堀井勝美                                                         | [ 注釈 169 ]              |
| 2025年6月  | ゆめみるゆっくりさん                       | 花田ゆういちろう ながたまや          | 日暮真三                     | ベアグラウンド               | アニメーション：鈴木沙織                                               |                           |
| 2025年7月  | ごちそうサマー                             | 花田ゆういちろう ながたまや          | 高橋久美子                   | 水野良樹                     | 編曲：松本ジュン イラスト：角裕美 アニメーション：澤井俊洋             | [ 注釈 170 ]              |
| 2025年8月  | ボン!とうまれたぼくたちは                  | 花田ゆういちろう 佐久本和夢 ルチータ | ヤマモトショウ               | ヤマモトショウ               | 振付：SACO MAKITA                                                      | [ 注釈 171 ]              |